# 柳生泰二
柳生 泰二（やぎゅう たいじ、1984年10月30日 - ）は、山口県出身のボートレーサー。登録第4361号。血液型B型。97期。山口支部所属。同期に西山貴浩、土屋智則、庄司孝輔らがいる。入婿前の本名は堀本 泰二。

## 来歴
- やまと競艇学校時代、リーグ戦勝率7.15（準優出5　優出7　第8戦優勝）の成績を残した。
- 2005年11月12日、徳山競艇場でデビュー（5着）。11月14日、3日目1Rで初勝利（3走目）。
- 2009年12月16日、徳山競艇場での「G3モーターボート大賞トライアル」で初優勝（優出9回目）。
- 2010年1月19日、浜名湖競艇場での「G1第24回新鋭王座決定戦競走」にG1初出場。同日、初日1RでG1初勝利[1]。
- 2010年9月14日、宮島競艇場での「第10回JLC杯争奪パワーバトル」で2度目の優勝。
- 2022年3月30日からボートレース下関で開催された 一般戦「おおむら桜祭り」2日目第10Rに出場し、1号艇1コースから逃げを決め勝利[2]し、デビュー16年4ヶ月で通算1000勝を達成した。（歴代1151人目）

## 人物
- やまと競艇学校には96期選手養成訓練生として入学したが、訓練中に転覆事故で負傷。選手生命を危ぶまれたが懸命なリハビリを経て、97期生としてデビューすることができた。
- 2010年に柳生氏一族の娘と結婚し、婿入りしたため登録名を柳生に改姓。

## 戦績
- 出走回数：4005回
- 1着回数：1016回
- 優出回数：116回
- 優勝回数：25回
- フライング(F)回数：18回
- 出遅れ(L)回数：0回
- 通算勝率：6.26
- 2連対率：44.77
- 3連対率：62.12
- 生涯獲得賞金：385,862,393円